# Medgyesbodzás
Medgyesbodzás è un comune dell'Ungheria di 1 239 abitanti (dati 2001) . È situato nella contea di Békés.